# Rhabdoblatta melancholica
Rhabdoblatta melancholica es una especie de cucaracha del género Rhabdoblatta, familia Blaberidae, orden Blattodea. Fue descrita científicamente por Bey-Bienko en 1954.

## Descripción
Mide 20,3–22,0 milímetros de longitud.

## Distribución
Se distribuye por China (Fujian, Guangxi, Guangdong, Guizhou, Chongqing, Sichuan, Jiangxi, Shaanxi, Gansu, Hunan, Hubei, Zhejiang, Anhui, Yunnan, Hainan).